# Chernobylite
Chernobylite es un videojuego de terror y Ciencia Ficción desarrollado por The Farm 51 para PlayStation 4, PlayStation 5, Xbox One, S (Xbox Series X|S) y Microsoft Windows. La historia del juego se desarrolla en la Zona de Exclusión de Chernóbil. El objetivo del jugador es explorar y encontrar a su pareja en dicho páramo radiactivo.

## Historia
El jugador encarna a un físico, anteriormente empleado en la central nuclear de Chernóbil, la cual sufrió la pérdida de su ser querido en la catástrofe de Chernóbil hace 30 años, y que regresa a la zona del desastre para buscarla. La mayor parte del juego gira en torno a la exploración de la zona de exclusión, la recogida de suministros y herramientas mientras se encuentra con "Stalkers" y personal militar hostil. El jugador también se ve obligado a tomar decisiones que afectan a la línea argumental. También hay un sistema de fabricación (crafteo), que permite al jugador crear su propio equipo y armas. Cualquier personaje puede morir y cualquier tarea puede fallar. En lo profundo del medio ambiente contaminado también se encuentran extrañas amenazas sobrenaturales, debido al material llamado "chernobylite" creado a partir de las secuelas nucleares.

## Desarrollo
El mapa del juego fue desarrollado a partir de escaneos tridimensionales y recreaciones de la Zona de exclusión de Chernóbil en Ucrania. La versión para PC fue lanzada en Acceso anticipado el 16 de octubre de 2019.
The Farm 51 comenzó una campaña de financiación colectiva en Kickstarter con el fin de impulsar el desarrollo para crear y escanear más ubicaciones de Ucrania en el juego. La meta inicial de financiamiento era de $100,000, y $148,583 se lograron hasta el 1 de mayo de 2019. Los patrocinadores de la campaña recibirán una demo jugable del juego con 1 horas de juego pre alfa.